# Cserháthaláp
Cserháthaláp ist eine ungarische Gemeinde im Kreis Balassagyarmat im Komitat Nógrád.

## Geografische Lage
Cserháthaláp liegt 12 Kilometer südöstlich der Stadt Balassagyarmat, an dem Fluss Fekete-víz. Nachbargemeinden sind Magyarnándor, Mohora, Cserhátsurány und Terény.

## Geschichte
Im Jahr 1907 gab es in der damaligen Kleingemeinde 95 Häuser und 501 Einwohner auf einer Fläche von 1811 Katastraljochen. Sie gehörte zu dieser Zeit zum Bezirk Balassagyarmat im Komitat Nógrád.

## Gemeindepartnerschaften
- Dolinka, Slowakei
- Korođ, Kroatien
- Olosig, Rumänien
- Spytkowice, Polen
- Стара Моравица, Serbien
- Vlachova Lhota, Tschechien[3]

## Sehenswürdigkeiten
- Heimatmuseum (Tájház)
- Römisch-katholische Kirche Szent Péter és Pál , erbaut im 18. Jahrhundert, umgebaut am Anfang des 20. Jahrhunderts
- Stausee (Rézparti-víztározó), neun Hektar groß

## Verkehr
In Cserháthaláp treffen die Landstraßen Nr. 2123, Nr. 2124 und Nr. 2125 aufeinander. Es bestehen Busverbindungen über Magyarnándor, Mohora und Szügy nach Balassagyarmat, über Terény nach Szanda sowie über Cserhátsurány nach Herencsény. Der nächstgelegene Bahnhof befindet sich drei Kilometer südwestlich in Magyarnándor.